# Boeddhistische concepten
Hieronder staan de belangrijkste boeddhistische begrippen. Deze begrippen vormen samen de Dhamma, de leer van de Boeddha. Deze leer is geen beschrijvende wetenschap; ze is een pragmatische psychologie en filosofie, bedoeld om inzicht te krijgen in de werking van de eigen geest en zodoende de geest tot rust te brengen.

## Theravada
Na het ontstaan van het boeddhisme splitste het zich in een groot aantal scholen, volgens de overlevering achttien. Van deze scholen is Theravada de enige die overgebleven is. Hieruit ontstond later het Mahayana.

### De basisbegrippen
Centraal in het boeddhisme staat de onrust van de geest, het voortdurend in beweging blijven en verlangen naar iets anders dan wat er nu is, en de manier om de geest tot rust te brengen. De boeddhistische leer wordt kernachtig samengevat in de Vier Edele Waarheden en het Achtvoudige Pad.

#### Het wiel van de leer
- De Vier Nobele Waarheden (pali: ariyasaccāni)
- Het Edele Achtvoudige Pad (pali: atthangiko maggo)

#### De leer & de weg
- Dhamma
- De boeddhistische middenweg (Pali: majjhima patipada)

### Prajna - Inzicht
Het achtvoudige pad kan gegroepeerd worden in drie onderdelen: inzicht in de werking van de geest en het ongemak dat ze veroorzaakt (prajna), de beoefening van het juiste gedrag (sila), en de manieren om de geest tot rust te brengen (samadhi).

#### Ontwaken
- Boeddha
- Nirvana (sanskriet) (pali: nibbāna)
- Verlichting

#### Kenmerken en stadia van ontwaken
- Vier Graden van Verlichting
- De Zes Bovennatuurlijke Krachten (pali: abhiñña)
- De tien ketens (pali: samyojana)

#### Causaliteit & Onbestendigheid
Centraal in de boeddhistische filosofie staat het begrip van causaliteit en van wederzijds afhankelijk bestaan. Niets bestaat op zichzelf; alles heeft oorzaken die het ontstaan van verschijnselen verklaren. Neem de oorzaken weg, en het verschijnsel verdwijnt ook.
- De drie karakteristieken (pali: tilakkhana)
- Het afhankelijk ontstaan (pali: paticca samuppāda)
- Nu-causaliteit (pali: idhappaccayata)

#### Wedergeboorte
Het boeddhisme gaat uit van een wedergeboorte. De consequenties van daden in dit leven, karma, moeten tot uiting komen, in dit leven of een volgend leven. Wedergeboorte kan plaatsvinden als mens, maar ook als een god of als een dier.
- Karma
- Wedergeboorte
- Samsara
- De boeddhistische kosmos

#### Psychologie
De boeddhistische psychologie ontleedt onze ervaring in de verschillende stappen waarin deze tot stand komt. Door zintuiglijke ervaring ontstaat er bewustzijn. De denkende geest construeert hieruit de als concreet ervaren wereld, en geeft hier betekenis aan. Het is hier dat er verwarring ontstaat en dat begeerte en gehechtheid ontstaat.
- De vijf khandhas (groepen van bestaan)
- De zes zintuigen (pali: salāyatana)
- Manas
- De drie vergiften

Zie ook boeddhistische psychologie

#### Filosofie
- Abhidhamma
- Madhyamaka
- Sunyata
- Yogacara

Zie ook Boeddhistische filosofie

### Sila - Gedrag

#### Voorschriften
De boeddhistische levenswijze wordt beschreven in een aantal voorschriften. Leken volgen vijf voorschriften, op speciale dagen acht voorschriften. Novice-monniken en nonnen volgen tien voorschriften, terwijl er voor monniken 227 voorschriften bestaan.
- De vijf voorschriften (pali: pançasīla)
- De acht voorschriften (pali: atthasīla)
- De tien voorschriften (pali: dasasīla)
- De 227 voorschriften (pali: vinaya)

### Samadhi - Geestestraining

#### Karaktervorming
- De vier verheven toestanden van de geest (pali: brahmavihāra)
- De Tien Paramīs (perfecties van het karakter)
- De Tien Contemplaties (pali: anussati)

#### Meditatie
- De vier fundamenten van aandachtigheid (pali: satipatthāna)
- De acht meditatieve absorpties (pali: jhāna)
- Vipassana
- Samatha

### Monnikengemeenschap
Het boeddhisme was van het begin af aan een monnikengemeenschap, mensen die zich wijdden aan de boeddhistische weg en daartoe het gewone leven vaarwel hadden gezegd.

#### Sangha
- Sangha
- Toevlucht nemen
- De vinaya en de pātimokkha (boeddhistische monastische code) voor bhikkhus en bhikkhunis

### Overigen
- De vier elementen (pai: dhātu)
- De vier correcte inspanningen (pali: viriya)
- De vijf krachten (pali: bāla)
- De vijf obstakels (pali:nivarana)

## Mahayana
Tussen 150 BCE en 100 CE ontstond het Mahayana. Deze stroming legde nadruk op het Bodhisattva-ideaal en op inzicht in de leegte, sunyatta. Er ontstonden nieuwe geschriften, die wel werden toegeschreven aan de Boeddha, maar door latere auteurs op schrift zijn gesteld. Hoewel het Mahayana zich denigrerend uit kan laten over het Hinayana, is de basis van het Mahayana toch de leer van de Boeddha zoals die is vastgelegd in de oudste soetra's.

### Filosofie
Het Mahayana vormde nieuwe begrippen, en er ontstonden nieuwe speculaties en debatten over de aard van de uiteindelijke werkelijkheid.
- Sunyata
- Boeddha-natuur
- Yogacara
- Madhyamaka

Zie ook Boeddhistische filosofie

### Karaktervorming
- De Zes Paramitas (perfecties van het karakter)

## Vajrayana
- Mahamudra

## Zen
- Koan

gelugschool: dalai lama, pänchen lama, Ganden tripa · kagyüschool: karmapa, shamarpa, tai situ, gyalwang drugpa, shabdrung · sakyaschool: sakya trizin · nyingmaschool: mindrolling trichen, Dorje Phagmo · rimé-beweging
boeddhisme: concepten · geschiedenis · stromingen · geschriften · personen · tempels · devotie · per land · termen